# Рябых, Леонид Дмитриевич
Леони́д Дми́триевич Рябы́х (укр. Леонід Дмитрович Рябих; 28 августа 1928, село Топорище — 4 июня 2007, Санкт-Петербург — известный советский учёный в отрасли фармации, педагог, полковник медицинской службы (1973), доктор фармацевтических наук (1986), профессор (1987), член-корреспондент общества военной медицины ГДР, лауреат премии Совета Министров СССР, начальник кафедры военно-медицинского снабжения и фармации Военно-медицинской академии имени С. М. Кирова (1971—1989).
Жил на станции Курсавка Ставропольского края.
Похоронен на Богословском кладбище.

## Научные исследования
- Анализ качества лекарственных средств в стационарных и полевых условиях, полевой технологии лекарственных форм, организации работы военных аптек и контрольно-аналитических лабораторий;
- Изучение стабильности лекарственных средств при хранении в различных климатических зонах и экстремальных условиях, в том числе при низких температурах Арктики и Антарктики;
- Разработка оригинальных экспрессных методов определения подлинности лекарственных средств в полевых условиях, обоснование системы контроля качества и экспертизы лекарственных средств в Вооруженных Силах.
- Нормирование лекарственных средств, медицинской техники для Вооруженных Сил.
- Создание новых образцов медицинской техники, аптечного оборудования и оснащения для учреждений медицинской службы.

## Образование
Окончил в 1952 году Пятигорский фармацевтический институт, Высшие академические курсы при Военно-медицинской академии имени С. М. Кирова (1959) и Адъюнктуру при кафедре фармакологии и фармации Военно-медицинской академии имени С. М. Кирова в Ленинграде (1964).

## Карьера
После окончания институт работал начальников производственного отдела — инженером галогеновой фабрики Ростовского областного аптекоуправления. В 1953 году был призван в Вооруженные Силы СССР. Проходил службу в Туркестанском военном округе с 1953 по 1961 годы на должностях начальника аптеки полка, офицера и старшего офицера по медицинскому снабжению медицинской службы округа, начальника аптеки окружного военного госпиталя. В 1964 году стал преподавателем, а с 1971 по 1989 годы возглавлял кафедру военно-медицинского снабжения Военно-медицинской академии.
Профессор Л. Д. Рябых принципиально изменил фармацевтическую подготовку на всех циклах усовершенствования военных провизоров. Курс военной фармации был разделен на три взаимосвязанных раздела: анализ качества лекарственных средств в стационарных и полевых условиях; полевая технология лекарственных форм; организация работы военных аптек и контрольно-аналитических лабораторий.
Приоритетными направлениями деятельности коллектива кафедры военно-медицинского снабжения и фармации под руководством профессора Рябых Л. Д. являлись подготовка научных кадров в адъюнктуре Военно-медицинской академии по специальности 14.04.03 «Организация фармацевтического дела», подготовка руководящего состава медицинской службы Вооруженных Сил по специальности «Управление обеспечением медицинской техникой и имуществом войск (сил)», обучение курсантов факультетов подготовки врачей для Сухопутных войск, Военно-воздушных сил и Военно-морского флота по дисциплине «Военно-медицинское снабжение», профессиональная переподготовка и усовершенствование фармацевтических кадров Вооруженных Сил и Стран Варшавского Договора по специальности «Управление и экономика фармации» в целях совершенствования знаний для выполнения нового вида деятельности.

## Награды
- Орден Знак Почета,
- Лауреат премии Совета Министров СССР,
- 12 медалей СССР и иностранных государств,
- почетный воинский знак Министерства обороны «Ветеран воинской службы»,
- почетные грамоты Министерства обороны.

## Научный вклад
- Автор и соавтор свыше 200 научных и учебных методических трудов, среди них 10 патентов и авторских свидетельств на изобретения, три учебника и монографии, 32 учебных пособий.
- Подготовил 3 докторов и 12 кандидатов фармацевтических наук. Среди учеников профессора Б. А. Чакчир, П. Ф. Хвещук, С. З. Умаров, В. В. Трохимчук, д. фарм. н. В. Г. Храмов[1], которые продолжили научное направление в военной фармации и создали свои научные школы.
- За разработку отечественных образцов медицинской техники впервые среди фармацевтических работников был удостоен премии Совета Министров СССР.

## Основные труды
- Рябых Л. Д., Трохимчук В. В. Химические превращения препаратов группы оксимов в процессе хранения // Военно-медицинский журнал. — 1985. — № 10.
- Рябих Л. Д., Трохимчук В. В. Кількісне визначення ізонітрозину спектрофотометричним методом // Фармацевтический журнал. — 1984. — № 2.
- Рябых Л. Д., Трохимчук В. В. Стабильность плазмозамещающих растворов // Военно-медицинский журнал. — 1983. — № 8.
- Рябых Л. Д., Трохимчук В. В. Метод количественного определения унитиола // Фармация. — 1983. — № 3.
- Рябых Л. Д., Чакчир Б. А., Трохимчук В. В. О стабильности растворов изонитразина при хранении. // Военно-медицинский журнал. — 1986. — № 1.
- Рябых Л. Д., Милевский Е. И., Храмова Г. Г. Антимикробная активность экстрактов кумариноносного растения // Острые гнойные заболевания легких и плевры. Тезисы доклада конференции Военно-медицинской академии. 23—24 ноября 1983 г. — Л., 1983. — С. 94—95.
- Рябых Л. Д., Хвещук П. Ф. Выделение и количественное определение остола // Современные проблемы биоорганической химии и химии природных соединений. — Алма-Ата, 1984. — С. 98—103. Сб. депонирован в КазНИИНТИ 24.10.84, № 769 Ка-Д 84.
- Рябых Л. Д., Храмов В. Г., Шипулина Н. И., Храмова Г. Г., Рогачев М. В. Способ получения средства, обладающего ранозаживляющей активностью // Авторское свидетельство СССР № 1228861. Заявка от 18.12.84 № 3826857/28-14. Опубл. В Б. И., 1986, № 17; МКИ А 01 К 31/78. — УДК 615.32 (088.8).
- Храмов В. Г., Рябых Л. Д., Рогачев М. В. Способ качественного определения кумаринов и фурокумаринов // Авторское свидетельство СССР № 1231444. Заявка от 22.10.84 № 3826280/23-04. Опубл. в Б. И., 1986, № 18; МКИ G 01 N 21/78.-УДК 543.432 (088.8).
- Рябых Л. Д., Трохимчук В. В. Способ определения изонитрозина // Авторское свидетельство СССР № 1086375 СССР, МКИ G01N21/78.- № 3562941/23-04; Заявлено 04.02.83; Опубл. 15.04.84, Бюл. № 14.
- Рябых Л. Д., Трохимчук В. В. Способ определения аминокапроновой кислоты // Авторское свидетельство СССР № 1191790 СССР, МКИ G01N21/78. — № 3722585/23-04; Заявлено 06.04.84; Опубл. 15.11.85, Бюл. № 42.